# Belmont (Bas-Rhin)
Belmont település Franciaországban, Bas-Rhin megyében. Lakosainak száma 174 fő (2022. január 1.). Belmont Bellefosse, Le Hohwald, Neuviller-la-Roche és Waldersbach községekkel határos.

## Népesség
A település népességének változása:
| Lakosok száma | 172  | 169  | 162  | 167  | 172  | 177  | 170  | 173  | 174  |
|               | 2013 | 2015 | 2016 | 2017 | 2018 | 2019 | 2020 | 2021 | 2022 |